# Смолуша
Смолуша (алб. Smallushë) је насеље у општини Липљан, Косово и Метохија, Република Србија.

## Становништво
| Демографија | Демографија | Демографија |
| Година      | Становника  | Становника  |
| ----------- | ----------- | ----------- |
| 1948.       | 549         |             |
| 1953.       | 645         |             |
| 1961.       | 702         |             |
| 1971.       | 808         |             |
| 1981.       | 994         |             |
| 1991.       | 1.170       |             |